# Бегак, Иуда
Иуда (Ю́дель Йо́хелевич) Бега́к (ивр. יהודה בן יחיאל בעהאַק‎, Йехуда бен Йехиэль Бехак; 5 августа 1820, Вильна — 14 ноября 1900, Херсон), также известный под криптонимом Иш Вильна бе-Херсон (ивр. איש ווילנא בחערסאן‎ — «вильнюсец в Херсоне») — еврейский писатель, филолог, лингвист и толкователь Библии.

## Биография
Согласно ревизским сказкам по Виленской губернии, родился в 1819 году в семье Йохеля Янкелевича Бегака (1797—1882) и Брайны Бейнасовны Бегак (1801—1873). Уже с десятилетнего возраста стал обнаруживать любовь к филологии и с особенным прилежанием предавался изучению арамейского перевода Библии (Таргум). Бегак вступил на литературное поприще в возрасте двадцати лет и занимался в основном филологическими исследованиями, изучая арамейский перевод Библии и рациональную экзегезу. Вскоре он привлек к себе внимание своими научными статьями в ивритских периодических изданиях «Пир-Цафон», первом литовском хаскальном журнале, и «Ха-Кармель». Когда в 1848 году была основана Виленская раввинская школа, Бегака пригласили занять должность преподавателя Талмуда в старших классах. Эту должность он занимал до 1856 года, когда переехал в Херсон, где удалился в частную жизнь. В честь его восьмидесятилетия некоторые видные члены еврейской общины Херсона основали школу под названием «Бейт-Иехуда», в которой все предметы должны были преподаваться на иврите.
Бегак вел обширную переписку со многими ивритологами второй половины девятнадцатого века. Помимо многочисленных статей в различных ивритских периодических изданиях, он опубликовал заметки о Биурим Хадашим к Пятикнижию, которые можно найти в первом томе издания Библии, выпущенного Лебенсоном и Беньяковым (Вильна, 1848—1853); «Эц Иехуда» (букв. «Древо Иуды»), трактат о пророке Самуиле и о двадцати четырёх местах в Библии, где священники также называются левитами (Вильна, 1848); примечания к Талмуду Лешон Иври Иуды Лейба Бен-Зеева (Вильна, 1848 и 1857); примечания к Мехкере Лашон Соломона Лёвисона (Вильна, 1849); и «Тосефет Милуим» (букв. «Дополнительные примечания»), комментарий к арамейскому переводу Пятикнижия (Вильна, 1898). Бегаком издано исследование Библии в области арамейской грамматики под названием יוך הדנים.

## Семья
Жена — Хава Зельмановна Бегак (в девичестве Гольдвашер, 1822—?). Дети — Овсей-Гирш (Янкель, 1838), Сора (1841), Ицка-Израиль (1842), Израиль (1844), Цемах (1847), Абель (1848), Мина-Гита (1849), а также сын Вольф (Вульф, Владимир), который после смерти Бегака издал его исследование в области арамейской грамматики под названием םינדה ךוי (Jod plurale). — Ср.: Л. К., "Восход", 1900, № 87; W. Zeitlin, Bibliotheca hebraica.